# Universität La Laguna
Die Universität La Laguna (spanisch Universidad de La Laguna) ist eine staatliche Universität in der spanischen Stadt San Cristóbal de La Laguna auf Teneriffa.

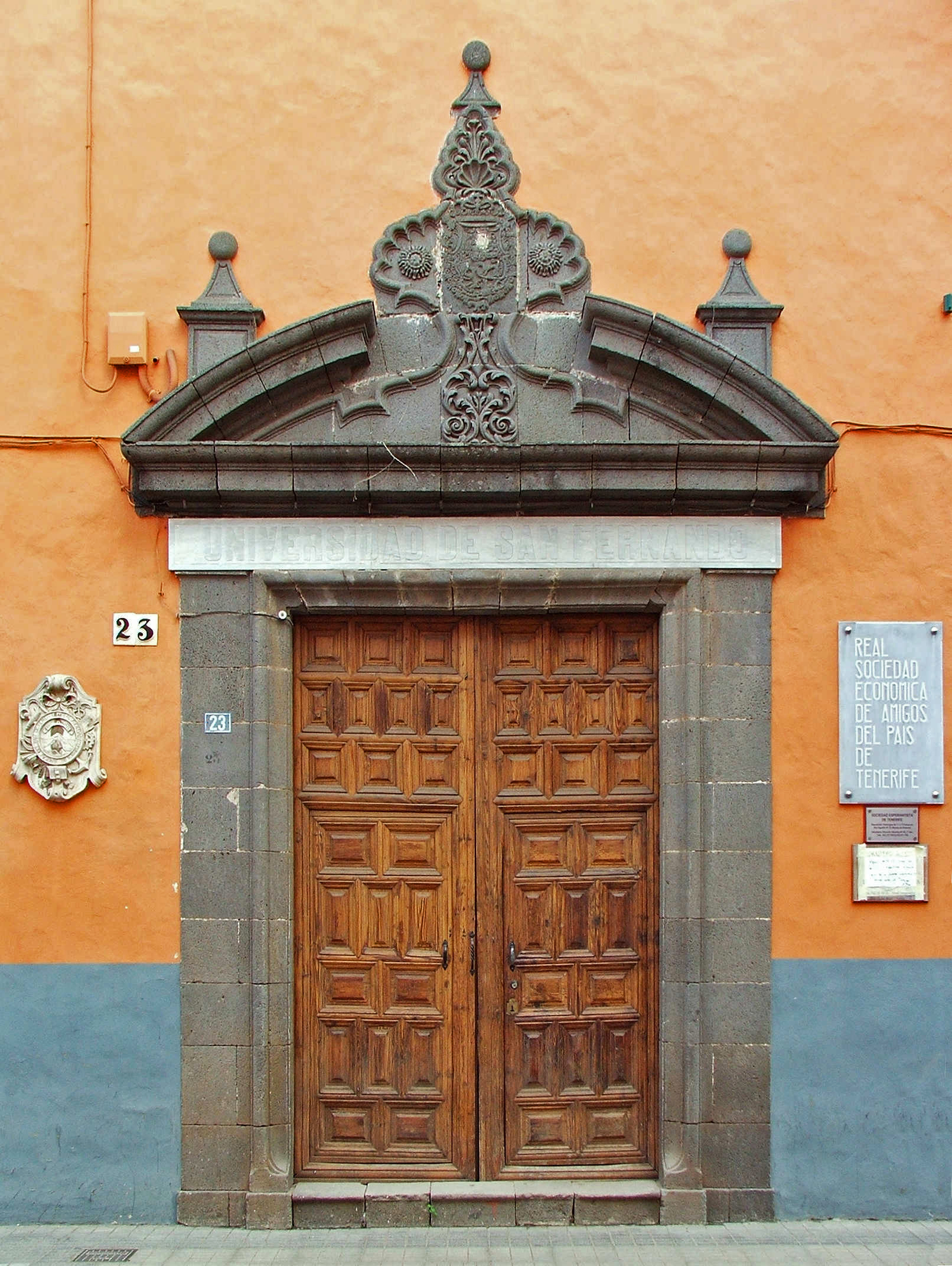
Gebäude der Compañía de Jesús

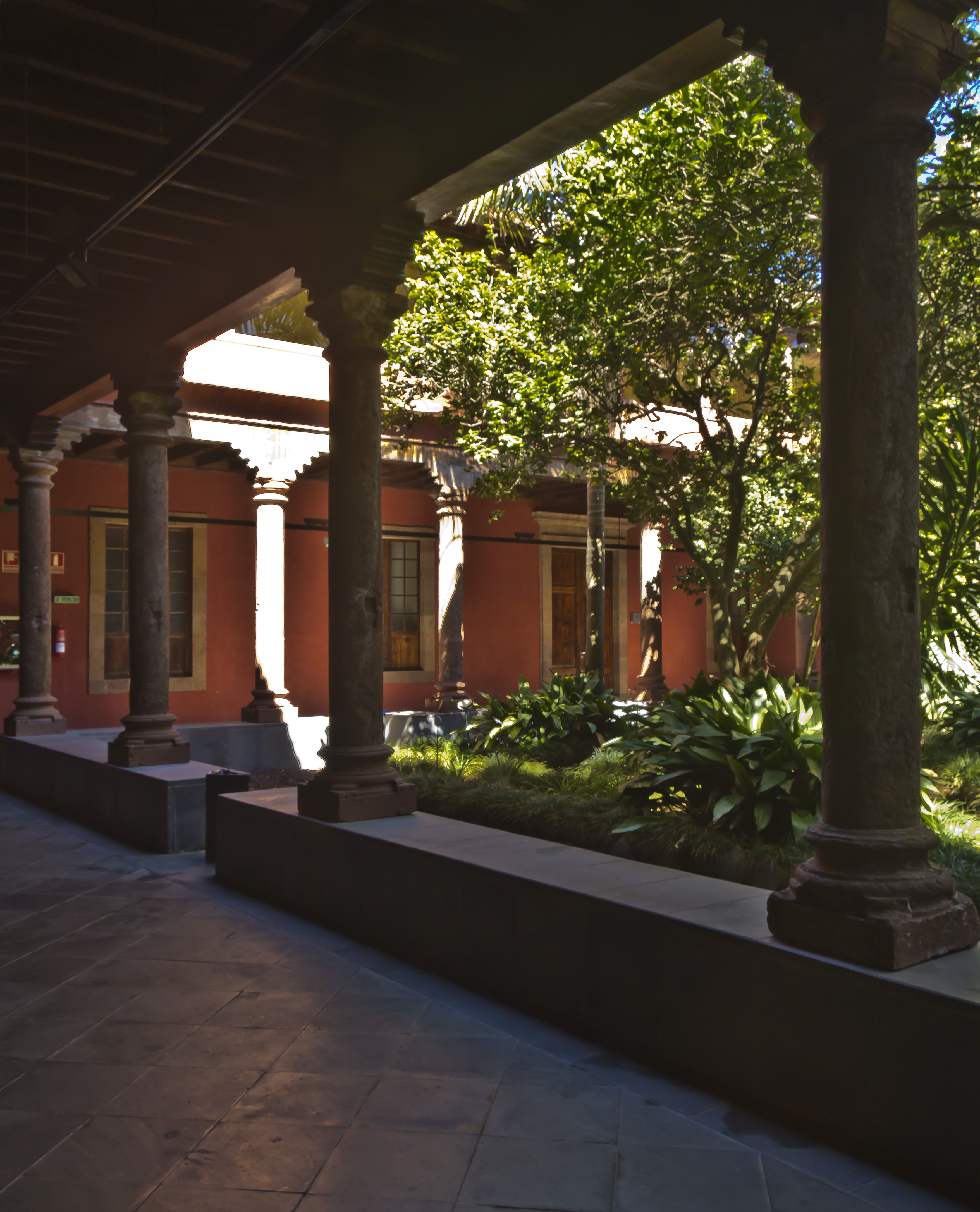
Convento de San Agustín

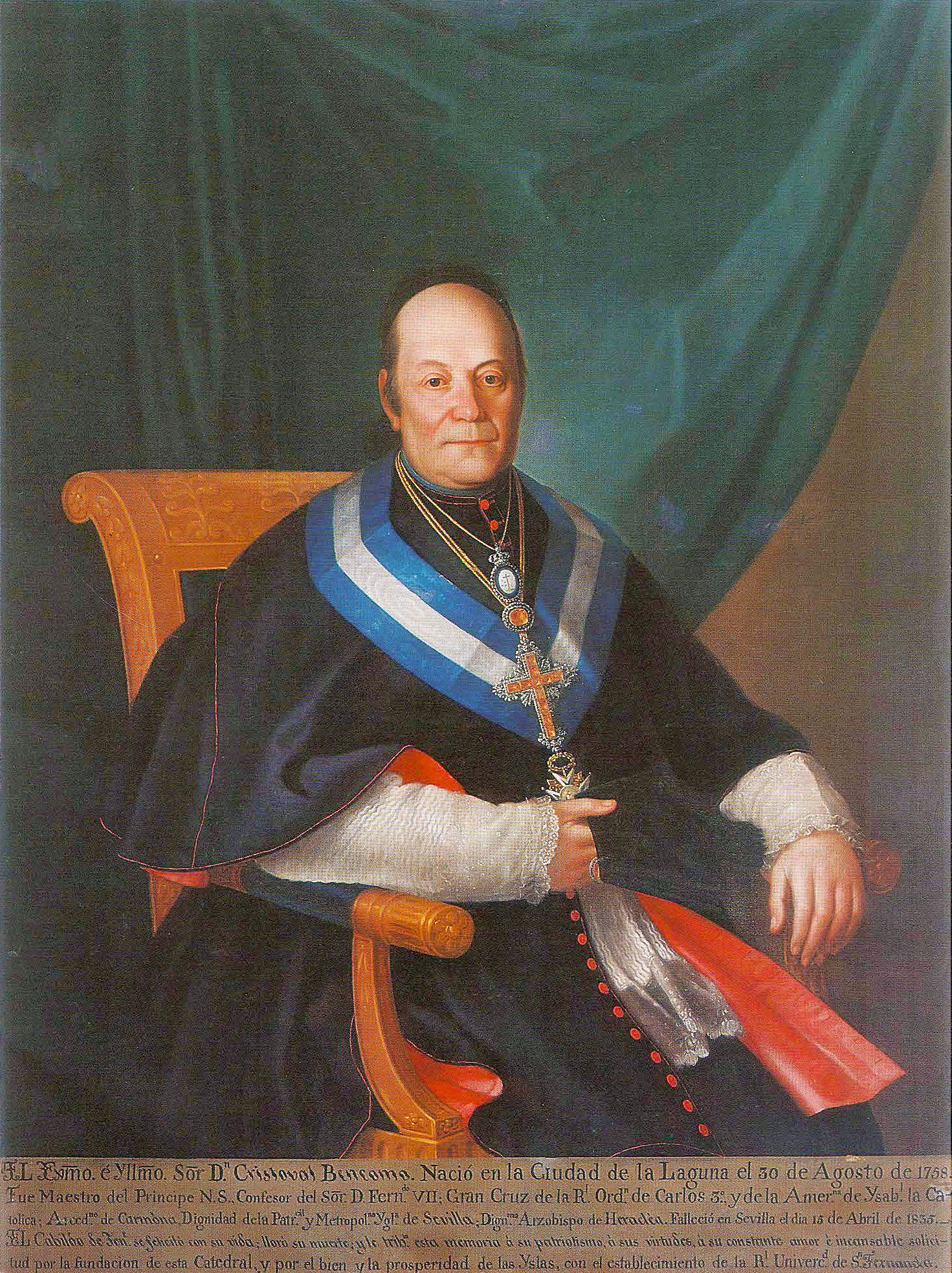
Cristóbal Bencomo y Rodríguez. Beichtvater des Königs Ferdinand VII von Spanien und Erzbischof von Heraclea. Er war der große Förderer der Schaffung der Universidad Literaria de San Fernando und des Bistums San Cristóbal de La Laguna.

## Geschichte der Universität und ihrer Vorläufer

### Bis 1927
Der Beginn der akademischen Lehrtätigkeit auf den Kanarischen Inseln kann auf das Jahr 1701 datiert werden, als die Augustinermönche ein Zentrum für höhere religiöse Studien in La Laguna einrichteten. Die frühe Entwicklung der Universität ist geprägt von einer Reihe von Anordnungen und Widerrufen, die sich seit 1744 abwechseln. In diesem Jahr wurde durch eine päpstliche Bulle die kirchliche Universität San Agustin eingerichtet. Diese Anordnung wurde allerdings nie umgesetzt.
Ein königlicher Erlass Karls des IV. vom 11. März des Jahres 1792 ordnete die Schaffung einer Universität in der damaligen Hauptstadt der Kanarischen Inseln an. Die politische Situation, die sich seit 1793 ergab, verhinderte allerdings eine wirkliche Einrichtung dieser Institution. Nach der Napoleonischen Zeit und der Restauration der Dynastie der Bourbonen wurden die alten Bestrebungen wieder aufgenommen. Im Jahr 1816 ordnete ein königliches Dekret erneut an, in der Stadt San Cristóbal de La Laguna eine Universität mit den gleichen Privilegien und Vorteilen einzurichten, wie sie im restlichen Königreich gewährt wurden, und diese Universität San Fernando zu benennen. Dadurch wurde das Gebäude der Compañía de Jesús zum Sitz der Universidad Literaria de San Fernando. Eine der treibenden Kräfte bei der Gründung der Universität war der katholische Bischof und Beichtvater König Ferdinands VII. von Spanien, Cristóbal Bencomo y Rodríguez.
Die neue Universität wurde am 12. Januar 1817 eröffnet. Es zeigte sich allerdings bald, dass das Gebäude für die steigende Anzahl der Studenten unzureichend war. Deshalb wurden verschiedene Einrichtungen der Universität in das Augustinerkloster verlegt. Im Dezember 1821 wurde damit begonnen, die gesamte Einrichtung der Universität dorthin zu verlagern. Nachdem im Jahr 1837 im Rahmen der Desarmortizazión das Kloster aufgelöst worden war, war hier das Zentrum der Universität. Das Gebäude der Compañía de Jesús war weiterhin für öffentliche Veranstaltungen und als Standort der Bibliothek von Bedeutung. Auch die Sociedad Patriótica und die Real Sociedad Económica de Amigos del País bekamen Räume in dem Gebäude des Jesuitenordens (der Compañía de Jesús). Durch einen königlichen Erlass von 1845 wurde die Anzahl der Universitäten in Spanien auf zehn beschränkt und die Bildungsanstalt im Augustinerkloster als einziges Gymnasium der Kanarischen Inseln (Instituto de Canarias) eingerichtet.
Während des Besuches des Königs Alfons XIII. (Spanien) 1906 im Gymnasium im Augustinerkloster in La Laguna nutzte der Direktor Adolfo Cabrera Pinto die Gelegenheit, den König zu bitten, die Universität de San Fernando wieder einzurichten. Die ersten Ergebnisse dieser Bitte ergaben sich in dem königlichen Erlass von 1913, in dem die Einrichtung einer Philosophischen und einer Philologischen Fakultät und die Vorbereitung einer Rechtswissenschaftlichen Fakultät angeordnet wurden.
Die Abteilungen der Universität wurden im Jahr 1917 um Vorbereitungskurse in den Fächern Medizin und Pharmazie ausgeweitet. Im Jahr 1921 kamen die Rechtswissenschaften hinzu, sodass sich die Stadt La Laguna als Universitätsstadt ansehen konnte.

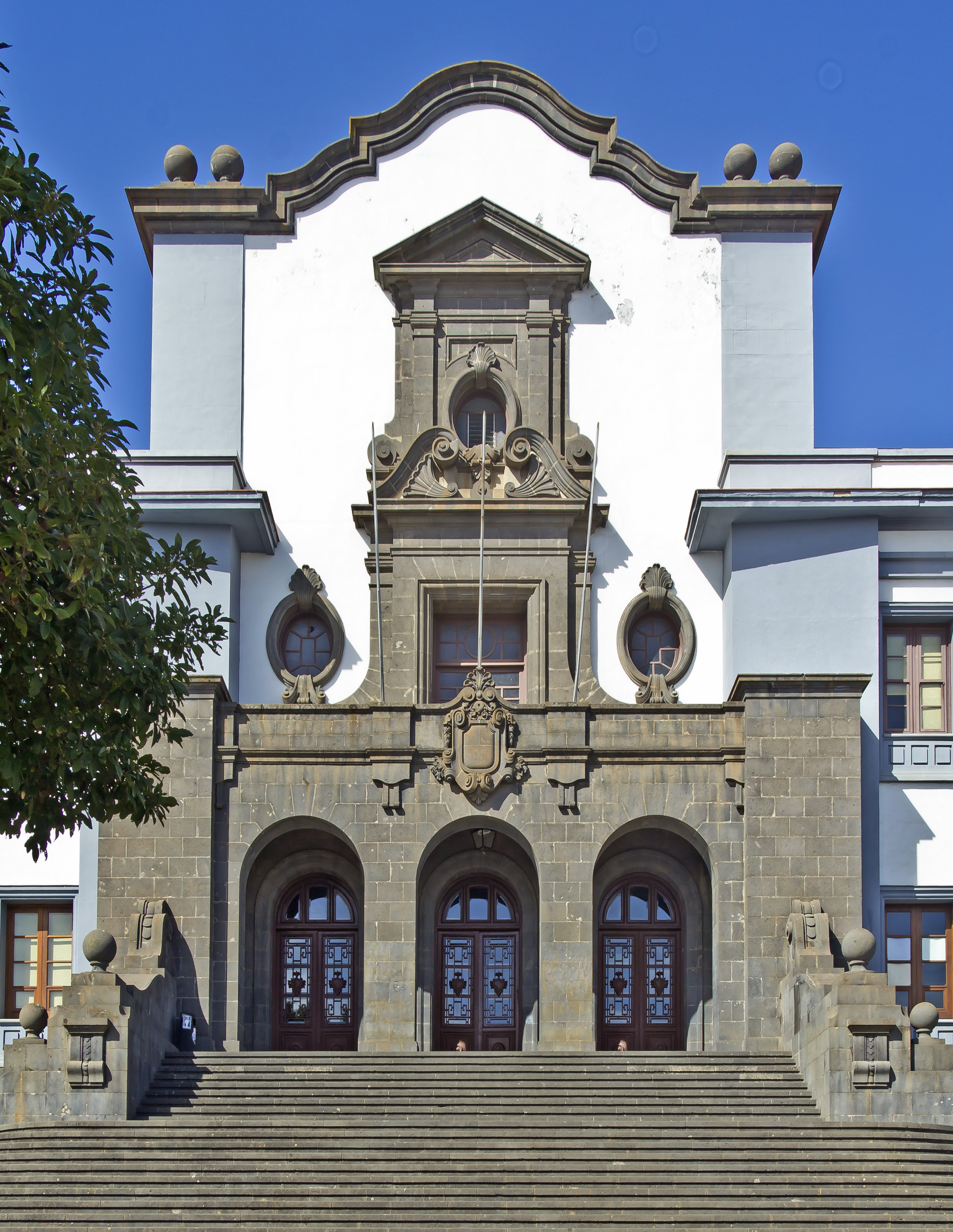
Mittelrisalit des Hauptgebäudes auf dem Campus Central

### Ab 1927
Erst im Jahr 1927 wurde durch den königlichen Erlass vom 21. September die Universität La Laguna geschaffen.
Das allmähliche Wachsen der Fakultäten führte zu Überlegungen neue Gebäude für die Universität zu errichten. 1929 wurde ein öffentlicher Wettbewerb für die Errichtung eines Universitätsgebäudes und eines Studentenwohnheimes ausgeschrieben. Aus den Vorschlägen wurde ein Entwurf des Architekten Ceballos ausgewählt. Im Jahr 1935 wurde mit den Bauarbeiten begonnen; diese kamen aber nicht voran und wurden während der Zeit des Bürgerkrieges eingestellt. Die wieder aufgenommenen Bauarbeiten an den Gebäuden des Campus Central wurden nach Plänen von José Enrique Marrero Regalado und Domingo Pisaca ausgeführt.
Im Jahr 1942 konnte die Abteilung für Klassische Sprachen der Philosophischen Fakultät in das Gebäude einziehen. Im Jahr 1960 konnte das gesamte Gebäude auf dem heutigen Campus Central seiner Bestimmung übergeben werden.
Mit neuen Einrichtungen wurde die Universidad de La Laguna erweitert. Es entstanden die Abteilungen für Anglistik (1963), für Biologie (1967) und für Mathematik(1969). Zur gleichen Zeit (1968) wurde die Medizinische Fakultät geschaffen. Die weitere Entwicklung der Bildungseinrichtung wurde geprägt durch die Einbeziehung neuer Studienrichtungen, wodurch die Universität heute mit den führenden Hochschulen Spaniens mithalten kann. 1972 wurde die Fachhochschule für Betriebswirtschaft geschaffen und mit der Lehrerausbildung begonnen. Ein Jahr später kam die Bautechnik hinzu.
Die Fakultät für Pharmazie wurde 1974 gegründet, die für Wirtschaftswissenschaften 1975. 1977 war das Jahr der Entstehung der Fachhochschule für Krankenpflege. Ein Jahr später wurde die Fachhochschule für Sozialarbeit angegliedert und 1979 die Kunstakademie in Santa Cruz. 1982 wurde die alte Fakultät für Philosophie und Geisteswissenschaften aufgeteilt in getrennte Fakultäten für Philologie, für Philosophie, für Psychologie, für Erziehungswissenschaft und für Geografie und Geschichte.
Die 1990er Jahre waren gekennzeichnet durch die Schaffung einer neuen Art von Bildungseinrichtungen im System der spanischen Universitäten. Diese „Centros“ orientieren sich stärker an den Anforderungen in der beruflichen Praxis. So entstanden 1990 das Centro für Seeschifffahrt und Meeresstudien und elektronische Datenverarbeitung (Centro Superior de Náutica y Estudios del Mar y de Informática), 1991 das für Agrarwissenschaften (Centro de Ciencias Agrarias), 1995 das für Erziehung und als letztes 1999 das für Politik- und Sozialwissenschaft (Centro Superior de Ciencias Políticas y Sociales).
Seit 2023 ist die Universität Mitglied der Spanish Open Hardware Alliance (SOHA) und beteiligt sich als solche unter anderem am RISC-V-Projekt.

## Campus
Der Campus Central liegt südöstlich der historischen Altstadt von La Laguna. Hier befinden sich die ältesten Gebäude der Universität, die vor allem von zentralen Einrichtungen sowie der Fakultät für Erziehungswissenschaften genutzt werden. Auf der anderen Seite der Nordautobahn, vom Campus Central aus gesehen, liegt der Campus de Anchieta. Dieser wird in erster Linie von den naturwissenschaftlichen Fakultäten genutzt. Nördlich der Autobahn wurde der Campus Guajara errichtet, der insbesondere für die geisteswissenschaftlichen Fakultäten vorgesehen ist.
Der Campus Ofra umfasst die beiden Universitätskliniken, das Hospital Universitario und das Hospital Nuestra Señora de La Candelaria. Im Norden von Santa Cruz befindet sich die Kunsthochschule der Universität, während das Konservatorium auf der anderen Seite der Durchgangsstraße nicht Teil der Universität ist. Direkt am Meer in Santa Cruz de Tenerife, an der Straße nach San Andrés, liegt die Escuela Técnica Superior de Náutica, Máquinas y Radioelectrónica Naval. Schließlich sind einige der an die Universität angeschlossenen Schulen auch in anderen Städten untergebracht.

## Fakultäten und angeschlossene Schulen
- Facultad de Bellas Artes (Kunstakademie)
- Facultad de Biología (Fakultät für Biologie)
- Facultad de Ciencias Económicas y Empresariales (Fakultät für Wirtschaft und Betriebswirtschaft)
- Facultad de Ciencias de la Información (Fakultät für Informatik)
- Facultad de Ciencias Políticas y Sociales (Fakultät für Politik- und Sozialwissenschaft)
- Facultad de Derecho (Fakultät für Rechtswissenschaft)
- Facultad de Educación (Fakultät für Erziehungswissenschaft)
- Facultad de Farmacia (Fakultät für Pharmazie)
- Facultad de Filología (Fakultät für Philologie)
- Facultad de Filosofía (Fakultät für Philosophie)
- Facultad de Física (Fakultät für Physik)
- Facultad de Geografía e Historia (Fakultät für Geografie und Geschichte)
- Facultad de Matemáticas (Fakultät für Mathematik)
- Facultad de Medicina (Fakultät für Medizin)
- Facultad de Psicología (Fakultät für Psychologie)
- Facultad de Química (Fakultät für Chemie)

- Escuela Técnica Superior de Ingeniería Agraria (Fachhochschule für Agrarwissenschaften)
- Escuela Técnica Superior de Ingeniería Civil e Industrial (Fachhochschule für Ingenieurwissenschaften)
- Escuela Técnica Superior de Ingeniería Informática (Fachhochschule für Informatik)
- Escuela Técnica Superior de Naútica, Máquinas y Radioelectrónica Naval (Fachhochschule für Seeschifffahrt)

- Escuela Universitaria de Arquitectura Técnica (Fachschule für Bauwesen)
- Escuela Universitaria de Enfermería y Fisioterapia (Fachschule für Krankenpflege und Physiotherapie)
- Escuela Universitaria de Empresa y Turismo (Adeje) (Fachschule für Betriebswirtschaft und Tourismus)
- Escuela Universitaria de Enfermería Nª Sª de Candelaria (Fachschule für Krankenpflege)
- Escuela Universitaria de Enfermería (La Palma) (Fachschule für Krankenpflege)
- Escuela de Turismo de Tenerife (Fachschule für Tourismus)
- Escuela Universitaria de Ciencias Empresariales (Fachschule für Betriebswirtschaft)[8]